# Drypetes integerrima
Drypetes integerrima là một loài thực vật có hoa trong họ Putranjivaceae. Loài này được (Koidz.) Hosok. mô tả khoa học đầu tiên năm 1938.